# Lei e lui
Lei e lui (Elle et lui) è un romanzo autobiografico della scrittrice francese George Sand pubblicato nel 1859. È un romanzo d'amore che si ispira liberamente alla relazione che George Sand ha avuto con lo scrittore Alfred de Musset, trasponendolo negli ambienti della pittura.

## Trama
Il romanzo racconta la passione divorante che lega "Lei", Therese Jacques e "Lui", Laurent de Fauvel. Entrambi sono pittori, ma le loro personalità sono molto diverse: quella di Thérèse Jacques è contraddistinta da innocenza e devozione, mentre Laurent de Fauvel appare segnato da una tormentata miscela di genio e vizio. Alla ricerca dell'amore sublime, i due innamorati fanno insieme un viaggio in Italia. Ma la loro aspirazione a una passione celeste è in procinto di muovere verso seri ostacoli.

## Progettazione del romanzo
Per scrivere Elle et lui, George Sand si è liberamente ispirata alla sua relazione romantica con lo scrittore Alfred de Musset. Quando in lei prende forma il progetto del romanzo, la loro storia è finita da venticinque anni e Alfred de Musset è morto. Fino a quel momento, George Sand aveva trascurato molti dettagli della loro relazione, in particolare in Lettres d'un voyageur e nella sua autobiografia: Histoire de ma vie. Ma George Sand ha voluto esprimere, in una forma contorta, la sua versione della relazione, in particolare per rispondere al romanzo autobiografico di Musset, La confessione di un figlio del secolo, pubblicato nel 1836. Un conflitto con Paul de Musset, fratello dello scrittore, ha fatto temere a George Sand che avrebbe dovuto distruggere le lettere scambiate con Alfred e che usava per comporre il romanzo. Questo la costringe a completare la prima bozza a tempo di record: 620 pagine in 25 giorni. François Buloz, che sovrintende alla prevista edizione del romanzo, chiede alla Sand di rielaborare il suo testo per rendere meno tempestosi i rapporti tra i personaggi principali.

## Critica
Elle et lui ha suscitato scandalo quando è stato pubblicato e ha suscitato numerosi articoli sulla stampa. Ha provocato una polemica con Paul, il fratello di Alfred de Musset, che ha pubblicato una parodia in risposta, Lui e lei. Seguiranno anche Lui di Louise Colet (1859), Eux (Loro) di Gaston Lavalley (1859), Eux et elles, Histoire d’un scandale di Adolphe de Lescure (1860).
Il romanzo ha ricevuto diverse recensioni favorevoli, in particolare dallo scrittore Honoré de Balzac e dall'editore Pierre-Jules Hetzel. Il critico letterario Sainte-Beuve gli ha riservato un'accoglienza mista.
Retrospettivamente, Thierry Bodin, un accademico specializzato in George Sand, crede che il romanzo non abbia nulla a che fare con un attacco da libellista o una trasposizione cruda di una passione altrettanto cruda, ma che sveli la «osservazione senza amarezza della fine di un amore perduto, dell'impossibile ricerca romantica dell'amore assoluto».

## Storia editoriale
Elle et lui è stato pubblicato a Parigi da Hachette nel 1859. Nel 1861 fu ristampato da Michel Lévy frères. Fu ristampato più volte da questo editore, in particolare nel 1869 con un'illustrazione in frontespizio. Nel 1909, una ristampa di Calmann-Lévy beneficiò di illustrazioni di Lobel-Riche. Il romanzo continua ad essere ripubblicato da diversi editori da allora in poi. Nel 1945 fu pubblicata da Gasnier un'edizione illustrata da Van de Beuque.
Nel 1947 le edizioni des Arceaux pubblicano la prima edizione critica: il romanzo, illustrato da Philippe Ledoux e da uno schizzo di Vincente Santaolaria, è accompagnato da una presentazione e note di Aurore Sand. Il secondo è stato pubblicato nel 1986 da Éditions de l'Aurore: vi è stabilito il testo, presentato e annotato da Thierry Bodin con prefazione di Joseph Barry. Questa edizione riappare presso Gallimard nella raccolta Foglio classico nel 2008. Diverse altre edizioni sono apparse negli anni 2000 e 2010.

## Edizioni in italiano
- Lui e lei: romanzo di Giorgio Sand; traduzione di A. Ribera, Sonzogno, Milano 1904
- George Sand, Lei e lui, traduzione di Mara (sic), Cappelli, Bologna 1932
- George Sand, Lei e lui; Paolina; Lavinia, Rizzoli, Milano 1956
- George Sand, Lei e lui = Elle et lui (1859), a cura di Lilli Monfregola, Iacobelli, Pavona di Albano Laziale 2009
- George Sand, Lei e lui: romanzo a cura di Annalisa Comes, Iacobellieditore, Guidonia Montecelio 2020